# Eintracht Frankfurt 1995-1996
Questa voce raccoglie le informazioni riguardanti l'Eintracht Frankfurt nelle competizioni ufficiali della stagione 1995-1996.

## Stagione
Nella stagione 1995-1996 l'Eintracht Francoforte, allenato da Charly Körbel e Dragoslav Stepanović, concluse il campionato di Bundesliga al 17º posto e fu retrocesso in 2. Bundesliga. In Coppa di Germania l'Eintracht Francoforte fu eliminato al secondo turno dal Monaco 1860. In Coppa Intertoto l'Eintracht Francoforte fu eliminato agli ottavi di finale dal Bordeaux.

## Rosa
| N. |                     | Ruolo | Calciatore           |
| -- | ------------------- | ----- | -------------------- |
| 1  | Germania (bandiera) | P     | Andreas Köpke        |
| 2  | Germania (bandiera) | D     | Uwe Bindewald        |
| 3  | Germania (bandiera) | C     | Ralf Weber           |
| 4  | Germania (bandiera) | D     | Dietmar Roth         |
| 5  | Germania (bandiera) | D     | Manfred Binz         |
| 6  | Croazia (bandiera)  | A     | Ivica Mornar         |
| 7  | Germania (bandiera) | C     | Ralf Falkenmayer     |
| 8  | Germania (bandiera) | C     | Markus Schupp        |
| 9  | Cipro (bandiera)    | A     | Rainer Rauffmann     |
| 10 | Nigeria (bandiera)  | C     | Jay-Jay Okocha       |
| 11 | Svezia (bandiera)   | A     | Johnny Ekström       |
| 12 | Germania (bandiera) | C     | René Beuchel         |
| 13 | Turchia (bandiera)  | D     | Erol Bulut           |
| 14 | Germania (bandiera) | D     | Mirko Dickhaut       |
| 15 | Georgia (bandiera)  | D     | K'akhaber Tskhadadze |

| N. |                               | Ruolo | Calciatore           |
| -- | ----------------------------- | ----- | -------------------- |
| 16 | Germania (bandiera)           | A     | Matthias Becker      |
| 17 | Germania (bandiera)           | C     | Oliver Bunzenthal    |
| 18 | Germania (bandiera)           | C     | Thorsten Flick       |
| 19 | Germania (bandiera)           | A     | Matthias Hagner      |
| 20 | Germania (bandiera)           | C     | Thomas Doll          |
| 21 | Serbia (bandiera)             | D     | Slobodan Komljenović |
| 22 | Serbia (bandiera)             | C     | Michael Aničić       |
| 23 | Germania (bandiera)           | C     | Jörg Böhme           |
| 24 | Italia (bandiera)             | C     | Domenico Sbordone    |
| 25 | Macedonia del Nord (bandiera) | P     | Oka Nikolov          |
| 28 | Germania (bandiera)           | C     | Rudolf Bommer        |
| 29 | Turchia (bandiera)            | D     | Burhanettin Kaymak   |
| 30 | Australia (bandiera)          | D     | Ned Zelić            |
| 31 | Germania (bandiera)           | C     | Matthias Dworschak   |
| 33 | Germania (bandiera)           | A     | Timo Reuter          |

## Organigramma societario
Area tecnica
- Allenatore: Dragoslav Stepanović
- Allenatore in seconda: Ramon Berndroth, Rudolf Bommer
- Preparatore dei portieri:
- Preparatori atletici:

## Calciomercato

### Sessione estiva
| Acquisti | Acquisti          | Acquisti              | Acquisti |
| R.       | Nome              | da                    | Modalità |
| -------- | ----------------- | --------------------- | -------- |
| A        | Ivica Mornar      | Hajduk Spalato        |          |
| C        | René Beuchel      | Dinamo Dresda         |          |
| C        | Jörg Böhme        | Norimberga            |          |
| A        | Johnny Ekström    | Dinamo Dresda         |          |
| C        | Maurizio Gaudino  | Manchester City       |          |
| C        | Michael König     | Rot-Weiss Francoforte |          |
| A        | Rainer Rauffmann  | Meppen                |          |
| C        | Domenico Sbordone | Augusta               |          |
| C        | Markus Schupp     | Bayern Monaco         |          |

| Cessioni | Cessioni        | Cessioni            | Cessioni |
| R.       | Nome            | a                   | Modalità |
| -------- | --------------- | ------------------- | -------- |
| D        | Erol Bulut      | Fenerbahçe          |          |
| A        | Jan Furtok      | GKS Katowice        |          |
| C        | Thorsten Legat  | Stoccarda           |          |
| A        | Josef Obajdin   | Slovan Liberec      |          |
| C        | Michael Osei    | Caracas             |          |
| D        | Thomas Reis     | Bochum              |          |
| C        | Thomas Sobotzik | St. Pauli           |          |
| C        | Dirk Wolf       | Borussia M'gladbach |          |

### Sessione invernale
| Acquisti | Acquisti  | Acquisti | Acquisti |
| R.       | Nome      | da       | Modalità |
| -------- | --------- | -------- | -------- |
| D        | Ned Zelić | QPR      |          |

| Cessioni | Cessioni         | Cessioni | Cessioni |
| R.       | Nome             | a        | Modalità |
| -------- | ---------------- | -------- | -------- |
| C        | Maurizio Gaudino | América  |          |

## Risultati

### Bundesliga

#### Girone di andata
| Arbitro: | Jansen |

|                        |           |                      |
| Rauffmann 41’ Binz 71’ | Marcatori | 9’ Schuster 47’ Knup |

| Arbitro: | Berg |

|             |           |                 |
| Peschke 60’ | Marcatori | 24’ Komljenović |

| Arbitro: | Casper |

|                                             |           |                              |
| Binz 48’ Okocha 50’ Böhme 62’ Bindewald 88’ | Marcatori | 53’ (aut.) Köpke 60’ Leśniak |

| Arbitro: | Aust |

|                   |           |  |
| Todt 9’ Spies 89’ | Marcatori |  |

| Arbitro: | Krug |

|                                                |           |            |
| Hagner 44’ Kadlec 70’ (aut.) Okocha 79’ (rig.) | Marcatori | 72’ Hengen |

| Arbitro: | Habermann |

|                     |           |  |
| Völler 14’ Fach 71’ | Marcatori |  |

| Arbitro: | Heynemann |

|                                      |           |                                             |
| Schupp 13’ Ekström 35’ Rauffmann 42’ | Marcatori | 27’ Möller 36’ Zorc 46’ Herrlich 82’ Ricken |

| Arbitro: | Pohlmann |

|                                             |           |           |
| Effenberg 21’, 60’ Andersson 36’ Dahlin 77’ | Marcatori | 5’ Hagner |

| Arbitro: | Werthmann |

|                 |           |                   |
| Okocha 79’, 82’ | Marcatori | 72’, 81’ Savichev |

| Arbitro: | Fandel |

|                                 |           |                       |
| Balăkov 42’ Élber 67’ Bobic 83’ | Marcatori | 23’ Hagner 88’ Mornar |

| Arbitro: | Merk |

|          |           |            |
| Klee 75’ | Marcatori | 43’ Okocha |

| Arbitro: | Aust |

|                                    |           |            |
| Hagner 6’, 74’ Mornar 28’ Binz 87’ | Marcatori | 52’ Helmer |

| Arbitro: | Jansen |

|          |           |            |
| Bode 45’ | Marcatori | 55’ Hagner |

| Arbitro: | Strampe |

|            |           |  |
| Becker 73’ | Marcatori |  |

| Arbitro: | Koop |

|                        |           |  |
| Büskens 10’ Mulder 70’ | Marcatori |  |

| Arbitro: | Fleske |

|                                 |           |  |
| Schupp 7’ Okocha 40’ Hagner 41’ | Marcatori |  |

| Arbitro: | Fleischer |

|                                                      |           |          |
| Ivanauskas 2’ Bäron 10’, 17’ Spörl 31’ Kovačević 77’ | Marcatori | 75’ Doll |

#### Girone di ritorno
| Arbitro: | Kemmling |

|                     |           |                   |
| Dickhaut 84’ (aut.) | Marcatori | 12’ (aut.) Ritter |

| Arbitro: | Kasper |

|               |           |  |
| Rauffmann 45’ | Marcatori |  |

| Arbitro: | Weber |

|                           |           |            |
| Trares 27’, 44’ Cerny 86’ | Marcatori | 47’ Hagner |

| Arbitro: | Buchhart |

|  |           |          |
|  | Marcatori | 79’ Rath |

| Arbitro: | Werthmann |

|            |           |            |
| Wagner 48’ | Marcatori | 88’ Schupp |

| Arbitro: | Albrecht |

|                 |           |          |
| Doll 90’ (rig.) | Marcatori | 90’ Fach |

| Arbitro: | Dardenne |

|                                                                |           |  |
| Riedle 27’, 45’ Zorc 47’ Freund 53’ Heinrich 59’ Chapuisat 65’ | Marcatori |  |

| Arbitro: | Steinborn |

|  |           |                           |
|  | Marcatori | 2’ Wynhoff 40’ Pettersson |

| Arbitro: | Zerr |

|                          |           |               |
| Trulsen 30’ Springer 49’ | Marcatori | 24’ Rauffmann |

| Arbitro: | Kasper |

|                        |           |                      |
| Ekström 27’ Okocha 42’ | Marcatori | 2’ Haber 5’ Gilewicz |

| Arbitro: | Fleske |

|              |           |                                          |
| Dickhaut 40’ | Marcatori | 10’ Akpoborie 46’ Zallmann 74’ Schneider |

| Arbitro: | Fröhlich |

|            |           |            |
| Scholl 47’ | Marcatori | 29’ Hagner |

| Arbitro: | Best |

|            |           |  |
| Schupp 58’ | Marcatori |  |

| Arbitro: | Krug |

|                                   |           |  |
| Kohn 29’ Munteanu 81’ (rig.), 87’ | Marcatori |  |

| Arbitro: | Berg |

|  |           |                                   |
|  | Marcatori | 14’ Linke 70’ Anderbrügge 80’ Max |

| Arbitro: | Steinborn |

|                    |           |                         |
| Glavaš 8’ Judt 26’ | Marcatori | 65’ Dworschak 82’ Zelić |

| Arbitro: | Jansen |

|            |           |                                     |
| Hagner 66’ | Marcatori | 8’, 77’ Bäron 78’, 87’ Salihamidžić |

### Coppa di Germania
| Arbitro: | Leimert |

|           |           |                          |
| Flick 89’ | Marcatori | 3’ (aut.) Götz 101’ Binz |

| Arbitro: | Best |

|                                                |           |            |
| Winkler 20’, 63’, 64’ Rydlewicz 23’ Stević 77’ | Marcatori | 87’ Okocha |

### Coppa Intertoto

#### Fase a gironi
| Arbitro: | Hriňák |

|  |           |                                            |
|  | Marcatori | 11’ Binz 14’ Legat 39’ Dickhaut 76’ Furtok |

| 24 giugno 1995 2ª giornata |  | – Turno di riposo |  |  |

| Arbitro: | Bohuněk |

|                                             |           |                  |
| Okocha 26’, 64’, 80’ Binz 43’ Bindewald 54’ | Marcatori | 19’ Papadopoulos |

| Arbitro: | Shmolik |

|  |           |                                                   |
|  | Marcatori | 23’ Schupp 28’ Rauffmann 89’ Aničić 90’ Bindewald |

| Arbitro: | Marin |

|                 |           |                                |
| Komljenović 85’ | Marcatori | 45’ Linzmaier 57’ Westerthaler |

#### Fase ad eliminazione diretta
| Arbitro: | Schelings |

|                                 |           |  |
| Lucas 49’ Dutuel 61’ Zidane 83’ | Marcatori |  |

## Statistiche

### Statistiche di squadra
| Competizione      | Punti | In casa | In casa | In casa | In casa | In casa | In casa | In trasferta | In trasferta | In trasferta | In trasferta | In trasferta | In trasferta | Totale | Totale | Totale | Totale | Totale | Totale | DR  |
| Competizione      | Punti | G       | V       | N       | P       | Gf      | Gs      | G            | V            | N            | P            | Gf           | Gs           | G      | V      | N      | P      | Gf     | Gs     | DR  |
| ----------------- | ----- | ------- | ------- | ------- | ------- | ------- | ------- | ------------ | ------------ | ------------ | ------------ | ------------ | ------------ | ------ | ------ | ------ | ------ | ------ | ------ | --- |
| Bundesliga        | 32    | 17      | 7       | 4       | 6       | 29      | 28      | 17           | 0            | 7            | 10           | 14           | 40           | 34     | 7      | 11     | 16     | 43     | 68     | -25 |
| Coppa di Germania | -     | 0       | 0       | 0       | 0       | 0       | 0       | 2            | 1            | 0            | 1            | 3            | 6            | 2      | 1      | 0      | 1      | 3      | 6      | -3  |
| Coppa Intertoto   | -     | 2       | 1       | 0       | 1       | 6       | 3       | 2            | 1            | 0            | 1            | 4            | 3            | 4      | 2      | 0      | 2      | 10     | 6      | +4  |
| Totale            | 32    | 19      | 8       | 4       | 7       | 35      | 31      | 21           | 2            | 7            | 12           | 21           | 49           | 40     | 10     | 11     | 19     | 56     | 80     | -24 |

### Andamento in campionato
| Giornata  | 1 | 2 | 3 | 4 | 5 | 6 | 7  | 8  | 9  | 10 | 11 | 12 | 13 | 14 | 15 | 16 | 17 | 18 | 19 | 20 | 21 | 22 | 23 | 24 | 25 | 26 | 27 | 28 | 29 | 30 | 31 | 32 | 33 | 34 |
| --------- | - | - | - | - | - | - | -- | -- | -- | -- | -- | -- | -- | -- | -- | -- | -- | -- | -- | -- | -- | -- | -- | -- | -- | -- | -- | -- | -- | -- | -- | -- | -- | -- |
| Luogo     | C | T | C | T | C | T | C  | T  | C  | T  | T  | C  | T  | C  | T  | C  | T  | T  | C  | T  | C  | T  | C  | T  | C  | T  | C  | C  | T  | C  | T  | C  | T  | C  |
| Risultato | N | N | V | P | V | P | P  | P  | N  | P  | N  | V  | N  | V  | P  | V  | P  | N  | V  | P  | P  | N  | N  | P  | P  | P  | N  | P  | N  | V  | P  | P  | N  | P  |
| Posizione | 6 | 8 | 5 | 8 | 5 | 9 | 10 | 12 | 12 | 16 | 15 | 12 | 11 | 9  | 9  | 9  | 10 | 10 | 10 | 10 | 13 | 14 | 12 | 14 | 15 | 17 | 16 | 16 | 16 | 16 | 17 | 17 | 17 | 17 |

Legenda:

Luogo: C = Casa; T = Trasferta. Risultato: V = Vittoria; N = Pareggio; P = Sconfitta.

### Statistiche dei giocatori
| Giocatore      | Bundesliga | Bundesliga | Bundesliga  | Bundesliga | Coppa di Germania | Coppa di Germania | Coppa di Germania | Coppa di Germania | Coppa Intertoto | Coppa Intertoto | Coppa Intertoto | Coppa Intertoto | Totale   | Totale | Totale      | Totale     |
| Giocatore      | Presenze   | Reti       | Ammonizioni | Espulsioni | Presenze          | Reti              | Ammonizioni       | Espulsioni        | Presenze        | Reti            | Ammonizioni     | Espulsioni      | Presenze | Reti   | Ammonizioni | Espulsioni |
| -------------- | ---------- | ---------- | ----------- | ---------- | ----------------- | ----------------- | ----------------- | ----------------- | --------------- | --------------- | --------------- | --------------- | -------- | ------ | ----------- | ---------- |
| M. Aničić      | 12         | 0          | 1           | 0          | 1                 | 0                 | 0                 | 0                 | 4               | 1               | 0               | 0               | 17       | 1      | 1           | 0          |
| M. Becker      | 23         | 1          | 1           | 0          | 1                 | 0                 | 0                 | 0                 | 3               | 0               | 0               | 0               | 27       | 1      | 1           | 0          |
| R. Beuchel     | 7          | 0          | 0           | 0          | 1                 | 0                 | 0                 | 0                 | 2               | 0               | 0               | 0               | 10       | 0      | 0           | 0          |
| U. Bindewald   | 29         | 1          | 10          | 0          | 2                 | 0                 | 0                 | 0                 | 5               | 2               | 0               | 0               | 36       | 3      | 10          | 0          |
| M. Binz        | 25         | 3          | 1           | 0          | 2                 | 1                 | 0                 | 0                 | 5               | 2               | 0               | 0               | 32       | 6      | 1           | 0          |
| R. Bommer      | 11         | 0          | 0           | 0          | 1                 | 0                 | 0                 | 0                 | 0               | 0               | 0               | 0               | 12       | 0      | 0           | 0          |
| E. Bulut       | 0          | 0          | 0           | 0          | 0                 | 0                 | 0                 | 0                 | 0               | 0               | 0               | 0               | 0        | 0      | 0           | 0          |
| O. Bunzenthal  | 12         | 0          | 3           | 0          | 0                 | 0                 | 0                 | 0                 | 0               | 0               | 0               | 0               | 12       | 0      | 3           | 0          |
| J. Böhme       | 18         | 1          | 5           | 1          | 2                 | 0                 | 2                 | 0                 | 3               | 0               | 2               | 0               | 23       | 1      | 9           | 1          |
| M. Dickhaut    | 28         | 1          | 5           | 0          | 1                 | 0                 | 0                 | 0                 | 3               | 1               | 0               | 0               | 32       | 2      | 5           | 0          |
| T. Doll        | 12         | 2          | 1           | 0          | 0                 | 0                 | 0                 | 0                 | 0               | 0               | 0               | 0               | 12       | 2      | 1           | 0          |
| M. Dworschak   | 7          | 1          | 0           | 0          | 0                 | 0                 | 0                 | 0                 | 1               | 0               | 0               | 0               | 8        | 1      | 0           | 0          |
| J. Ekström     | 16         | 2          | 1           | 0          | 1                 | 0                 | 0                 | 0                 | 4               | 0               | 0               | 0               | 21       | 2      | 1           | 0          |
| R. Falkenmayer | 12         | 0          | 3           | 0          | 1                 | 0                 | 0                 | 0                 | 1               | 0               | 0               | 0               | 14       | 0      | 3           | 0          |
| T. Flick       | 2          | 0          | 0           | 0          | 0                 | 0                 | 0                 | 0                 | 1               | 0               | 0               | 0               | 3        | 0      | 0           | 0          |
| J. Furtok      | 0          | 0          | 0           | 0          | 0                 | 0                 | 0                 | 0                 | 1               | 1               | 0               | 0               | 1        | 1      | 0           | 0          |
| M. Gaudino     | 1          | 0          | 0           | 0          | 0                 | 0                 | 0                 | 0                 | 1               | 0               | 0               | 0               | 2        | 0      | 0           | 0          |
| M. Hagner      | 26         | 10         | 6           | 0          | 2                 | 0                 | 0                 | 0                 | 0               | 0               | 0               | 0               | 28       | 10     | 6           | 0          |
| B. Kaymak      | 2          | 0          | 2           | 0          | 0                 | 0                 | 0                 | 0                 | 0               | 0               | 0               | 0               | 2        | 0      | 2           | 0          |
| S. Komljenović | 31         | 1          | 1           | 0          | 2                 | 0                 | 0                 | 0                 | 5               | 1               | 0               | 0               | 38       | 2      | 1           | 0          |
| M. König       | 0          | 0          | 0           | 0          | 0                 | 0                 | 0                 | 0                 | 0               | 0               | 0               | 0               | 0        | 0      | 0           | 0          |
| A. Köpke       | 32         | 0          | 1           | 1          | 1                 | 0                 | 0                 | 0                 | 4               | 0               | 0               | 0               | 37       | 0      | 1           | 1          |
| T. Legat       | 0          | 0          | 0           | 0          | 0                 | 0                 | 0                 | 0                 | 1               | 1               | 1               | 0               | 1        | 1      | 1           | 0          |
| I. Mornar      | 19         | 2          | 0           | 1          | 0                 | 0                 | 0                 | 0                 | 0               | 0               | 0               | 0               | 19       | 2      | 0           | 1          |
| O. Nikolov     | 4          | 0          | 0           | 0          | 1                 | 0                 | 0                 | 0                 | 1               | 0               | 0               | 0               | 6        | 0      | 0           | 0          |
| J. Okocha      | 24         | 7          | 1           | 0          | 1                 | 1                 | 0                 | 0                 | 4               | 3               | 0               | 0               | 29       | 11     | 1           | 0          |
| R. Rauffmann   | 26         | 4          | 4           | 0          | 2                 | 0                 | 0                 | 0                 | 4               | 1               | 1               | 0               | 32       | 5      | 5           | 0          |
| T. Reis        | 0          | 0          | 0           | 0          | 0                 | 0                 | 0                 | 0                 | 1               | 0               | 0               | 0               | 1        | 0      | 0           | 0          |
| T. Reuter      | 0          | 0          | 0           | 0          | 0                 | 0                 | 0                 | 0                 | 0               | 0               | 0               | 0               | 0        | 0      | 0           | 0          |
| D. Roth        | 18         | 0          | 3           | 0          | 2                 | 0                 | 0                 | 0                 | 3               | 0               | 0               | 0               | 23       | 0      | 3           | 0          |
| D. Sbordone    | 7          | 0          | 0           | 0          | 2                 | 0                 | 0                 | 0                 | 1               | 0               | 0               | 0               | 10       | 0      | 0           | 0          |
| M. Schupp      | 30         | 4          | 11          | 1          | 2                 | 0                 | 0                 | 0                 | 4               | 1               | 0               | 0               | 36       | 5      | 11          | 1          |
| K. Tskhadadze  | 3          | 0          | 0           | 1          | 0                 | 0                 | 0                 | 0                 | 3               | 0               | 2               | 0               | 6        | 0      | 2           | 1          |
| R. Weber       | 0          | 0          | 0           | 0          | 0                 | 0                 | 0                 | 0                 | 4               | 0               | 1               | 0               | 4        | 0      | 1           | 0          |
| N. Zelić       | 17         | 1          | 4           | 0          | 0                 | 0                 | 0                 | 0                 | 0               | 0               | 0               | 0               | 17       | 1      | 4           | 0          |